# Jean-Baptiste Lachenaud
Jean-Baptiste Lachenaud, francoski general, * 1880, † 1960.